# Tataouine
Tataouine (arabiska تطاوين) är en stad öster om Ksourbergen i den ökenartade södra delen av Tunisien. Staden är administrativ huvudort i guvernementet Tataouine och kommunens folkmängd uppgick till 66 924 invånare vid folkräkningen 2014.
Tataouine är känt som den plats där delar av Star Wars-filmerna spelades in och har också gett namn åt den fiktiva planeten Tatooine.